# Kąty naprzemianległe

Kąty naprzemianległe – pary kątów, utworzonych przez przecięcie dwóch prostych p i q trzecią prostą (sieczną), leżące po przeciwnych stronach siecznej i mające jednakowe miary, gdy prosta p jest równoległa do prostej q.
Na rysunku:
- pary kątów 1 i 7 oraz 2 i 8 to kąty naprzemianległe zewnętrzne;
- pary 4, 6 i 3, 5 to kąty naprzemianległe wewnętrzne;
- pary 1, 5; 4, 8; 2, 6 i 3, 7 to kąty odpowiadające;
- pary 4, 5 i 3, 6 to kąty jednostronne wewnętrzne;
- pary 1, 8 i 2, 7 to kąty jednostronne zewnętrzne.

Proste p i q będą równoległe wtedy i tylko wtedy, gdy którekolwiek z kątów odpowiadających lub naprzemianległych są równe.